# Kolas Yotaka
Kolas Yotaka, auparavant connue sous son nom de naissance Yeh Guan-lin (chinois traditionnel : 葉冠伶 ; pinyin : Yè Guānlíng), est une journaliste et femme politique taïwanaise d'origine Amis.

## Jeunesse
Née à Hsinchu, Yeh Guan-lin grandit dans sa région natale et celle de Hualien. Elle est issue d'une famille dont le père, d'origine de l'ethnie Amis, travaillait pour une compagnie d'électricité à Taitō, à l'époque de l'occupation japonaise de l'île de Taïwan ; une fois naturalisés, le foyer familial déménage à Taichung.
Après avoir étudié à la Taichung Girls' Senior High School (en), Yeh Guan-lin est diplômée d'un bachelor et d'un master en sociologie à l'université Tunghai. Elle travaille plus tard en tant que journaliste à Formosa Television (en) ainsi qu'en tant qu'animatrice de télévision pour Taiwan Indigenous Television,.

## Patronyme
Alors que la république de Chine régit depuis l'île de Taïwan, les lois alors en vigueur empêchent les individus d'origine autochtone de porter leur nom d'origine, et autorisent seulement leur nom sinisé. Le grand-père de Guan-lin ayant étudié au Japon, il reçoit le nom japonais Yoshinari (吉成) ; le père s'appelle quant à lui Yoshinari Yutaka (吉成豐) en japonais. La famille est renommée Yeh (chinois traditionnel : 葉 ; pinyin : yè) par le gouvernement de la république de Chine, par analogie sonore avec le nom japonais Yutaka,.
En 2005, alors que Guan-lin étudie à l'université, la loi sur les noms de famille des autochtones est abrogée. Guan-lin change alors rapidement d'état civil afin de retrouver son patronyme. Elle utilise la forme romanisée Kolas Yotaka plutôt que sa transcription en sinogrammes,,. Conformément aux usages Amis, elle est nommée d'après son prénom ainsi que le prénom de son père en guise de patronyme, le nom de famille ne se transmettant pas de génération en génération.

## Carrière politique
Membre du Parti démocrate progressiste (DPP) dont elle a occupé le poste de porte-parole, elle siège à la 9e législature du Yuan législatif à partir du 1er février 2016. À mi-mandat, elle devient porte-parole du Yuan exécutif.
Après la victoire de Tsai Ing-wen aux élections présidentielles de 2020, pour son second mandat, Kolas Yotaka est nommée porte-parole de la présidence,.
En vue des élections municipales de 2022, elle se présente au poste de gouverneur du comté de Hualien pour le compte du DPP ; elle démissionne alors de son poste de porte-parole présidentiel,. Après s'être inclinée, elle retrouve son poste le 30 janvier 2023. Citée dans un rapport de presse alléguant une liaison avec un garde du corps marié, elle présente sa démission le 28 juin.